# دن آرام (فیلم)
«دن آرام» (روسی: Тихий Дон) یک فیلم به کارگردانی سرگئی گراسیموف است که در سال ۱۹۵۷ منتشر شد.
از بازیگران آن می‌توان به الینا بیستریتسکایا و نیکولای کوتوزف اشاره کرد.